# Дерешова
Дерешова (укр. Дерешова) — село на Украине, находится в Мурованокуриловецком районе Винницкой области.
Код КОАТУУ — 0522882301. Население по переписи 2001 года составляет 477 человек. Почтовый индекс — 23414. Телефонный код — 4356.
Занимает площадь 1,771 км².

## Адрес местного совета
23414, Винницкая область, Мурованокуриловецкий р-н, с. Дерешова, ул. Свердлова, 7